# Максуэлл, Клои
Кло́и Ма́ксуэлл (англ. Chloe Maxwell; 6 июля 1976) — австралийская журналистка и телеведущая.

## Биография
Клои Максуэлл родилась 6 июля 1976 года в семье адвоката и его жены, которые развелись в 1990 году. Клои выросла в северном пригороде Сиднея (Австралия).
Клои начала карьеру фотомодели в середине 1990-х годов. Позже Максуэлл стала журналисткой и телеведущей и в настоящее время она ведёт телешоу «The Matty Johns Show».
C 26 октября 2008 года Клои замужем за регбистом Мэтом Роджерсом (род.1976), с которым она встречалась 3 года до их свадьбы. У супругов есть двое детей — сын Максуэлл Дейнджер Роджерс (род.05.06.2006) и дочь Феникс Роджерс (род.21.09.2007).